# Cyphosperma tanga
Cyphosperma tanga là loài thực vật có hoa thuộc họ Arecaceae. Loài này được (H.E.Moore) H.E.Moore mô tả khoa học đầu tiên năm 1977.